# Evangelische Kirche (Korschenbroich)

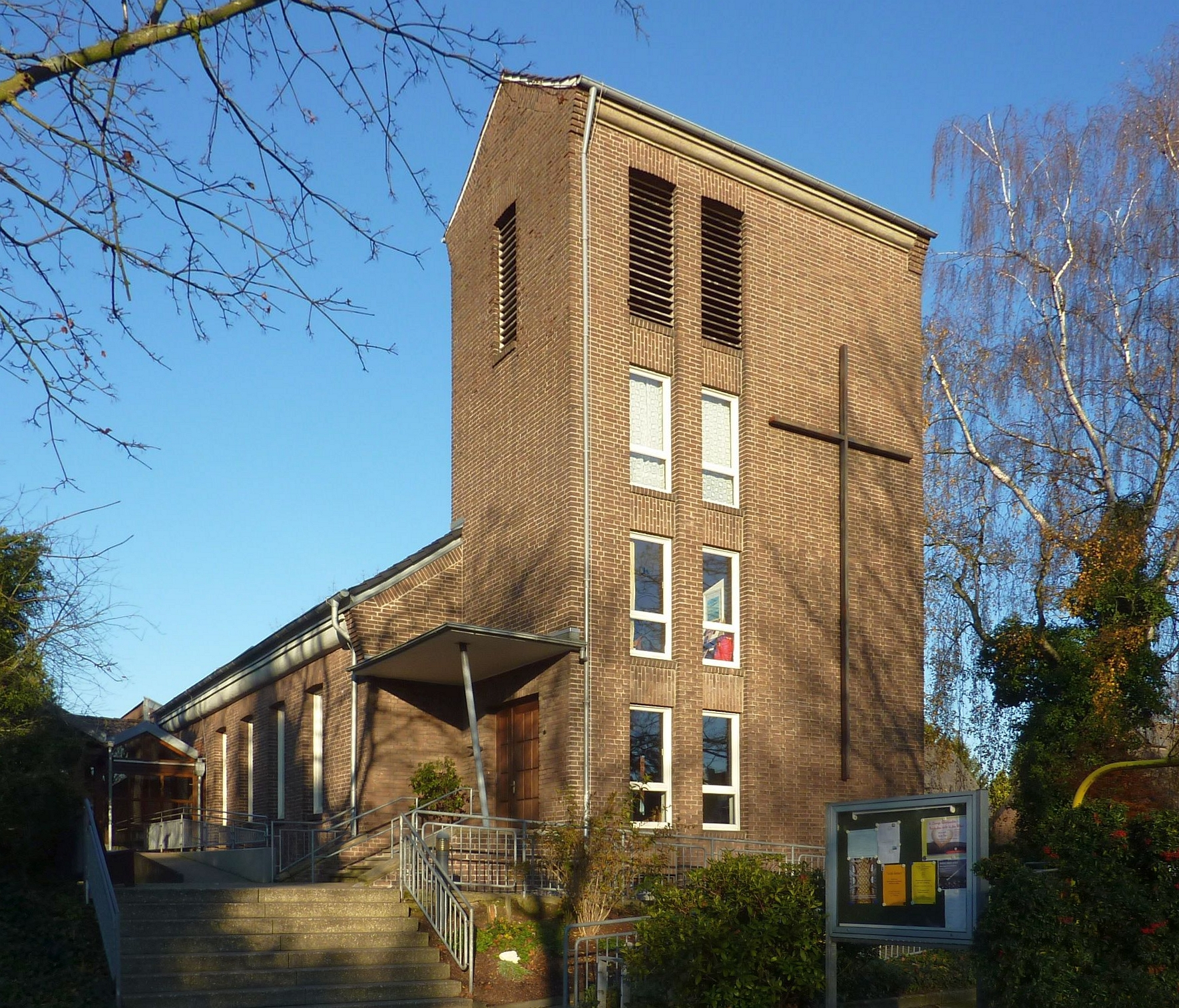
Die Evangelische Kirche zu Korschenbroich

Die Evangelische Kirche in Korschenbroich ist eins von drei Kirchengebäuden der Kirchengemeinde Korschenbroich, die zum Kirchenkreis Gladbach-Neuss der Evangelischen Kirche im Rheinland gehört.

## Geschichte
Im September 1953 beschloss das Presbyterium des Kirchenbezirks Gladbach, eine Kirche in Korschenbroich zu bauen. Nach der ursprünglichen Planung sollte ein Gemeindezentrum mit Kirche, Kindergarten und einem Pfarrhaus gebaut erden. Der Plan wurde jedoch aus finanziellen Gründen aufgegeben.
Für den Bau der Kirche wurde ein Kostenrahmen in Höhe von 112.200 DM festgelegt. In diesem Betrag sollte auch die vollständige Einrichtung eingeschlossen sein. Zusatzkosten wurden durch Spenden in Höhe von 2.000 DM abgedeckt.
Der Plan eines Gemeindezentrums, das die Kirche, eine Schule, einen Kindergarten und ein Pfarrhaus umfassen sollte, musste aus Kostengründen aufgegeben werden. Es wurde nur ein Gemeindehaus gebaut. Am 19. Dezember 1954 wurde die Kirche in Dienst gestellt.
Pfarrer Adolf Fellner wurde am 28. Dezember 1958 zum ersten Pfarrer der neuen Kirchengemeinde gewählt. Im Mai 1961 bezog er das neu eingerichtete Pfarrhaus. Am 18. August 1968 wurde die Orgel eingeweiht.

## Architektur und Ausstattung
Die schließlich errichtete Kirche ist ein schlichter Zweckbau, bei dem im Nachhinein noch mehrere Korrekturen vorgenommen wurden. Die Architekten Heinemeier und Göddertz konnten sich jedoch mit dem Bau eines Turms durchsetzen, der allerdings kleiner wurde als ursprünglich geplant.
Die Kirche selbst ist ein einfacher Saal aus Backstein und besteht aus dem mit einem Satteldach gedeckten Kirchenschiff und einem vierstöckigen Turm über einem rechteckigen Grundriss, der ebenfalls mit einem Satteldach bedeckt ist. .
Der Kirchenraum ist mit Stühlen möbliert. Im Altarbereich befinden sich ein Lesepult, ein Klavier und ein Wasserbecken.
Eine kleinere Orgel befindet sich auf einer Tribüne.

## Kirchengemeinde
In der Gemeinde gibt es verschiedene Chöre; den A-cappella-Chor, die K2-Band, der K2-Chor, den Projektchor und den Posaunenchor. Es gibt zwei fest angestellte Pfarrer, die meisten Mitarbeiter der Gemeinde arbeiten ehrenamtlich.